# Абрука (село)
А́брука (ест. Abruka) — село в Естонії, у волості Ляене-Сааре повіту Сааремаа.

## Населення
Чисельність населення на 31 грудня 2011 року становила 16 осіб.

## Географія
Село Абрука — єдиний населений пункт, що розташований на однойменному острові.

## Історія
У XVIII столітті на острові вже існувало постійне сільське поселення.
До 12 грудня 2014 року село входило до складу волості Каарма.

## Історичні пам'ятки
У селі зберігається найстаріша будівля — Abruka Maja.

## Пам'ятки природи
На території острова Абрука утворені:
- Абруцький заповідник, площа — 414,3 га (58°8′11″ пн. ш. 22°31′9″ сх. д. / 58.13639° пн. ш. 22.51917° сх. д.)[3];
- заказник Абрука (Abruka hoiuala), площа — 554 га (58°8′57″ пн. ш. 22°30′2″ сх. д. / 58.14917° пн. ш. 22.50056° сх. д.)[4].

## Видатні особи
У 1940 році в селі народилися відомі естонські письменники брати-близнюки Юрі та Юло Туулік (Jüri Tuulik, Ülo Tuulik).

## Галерея

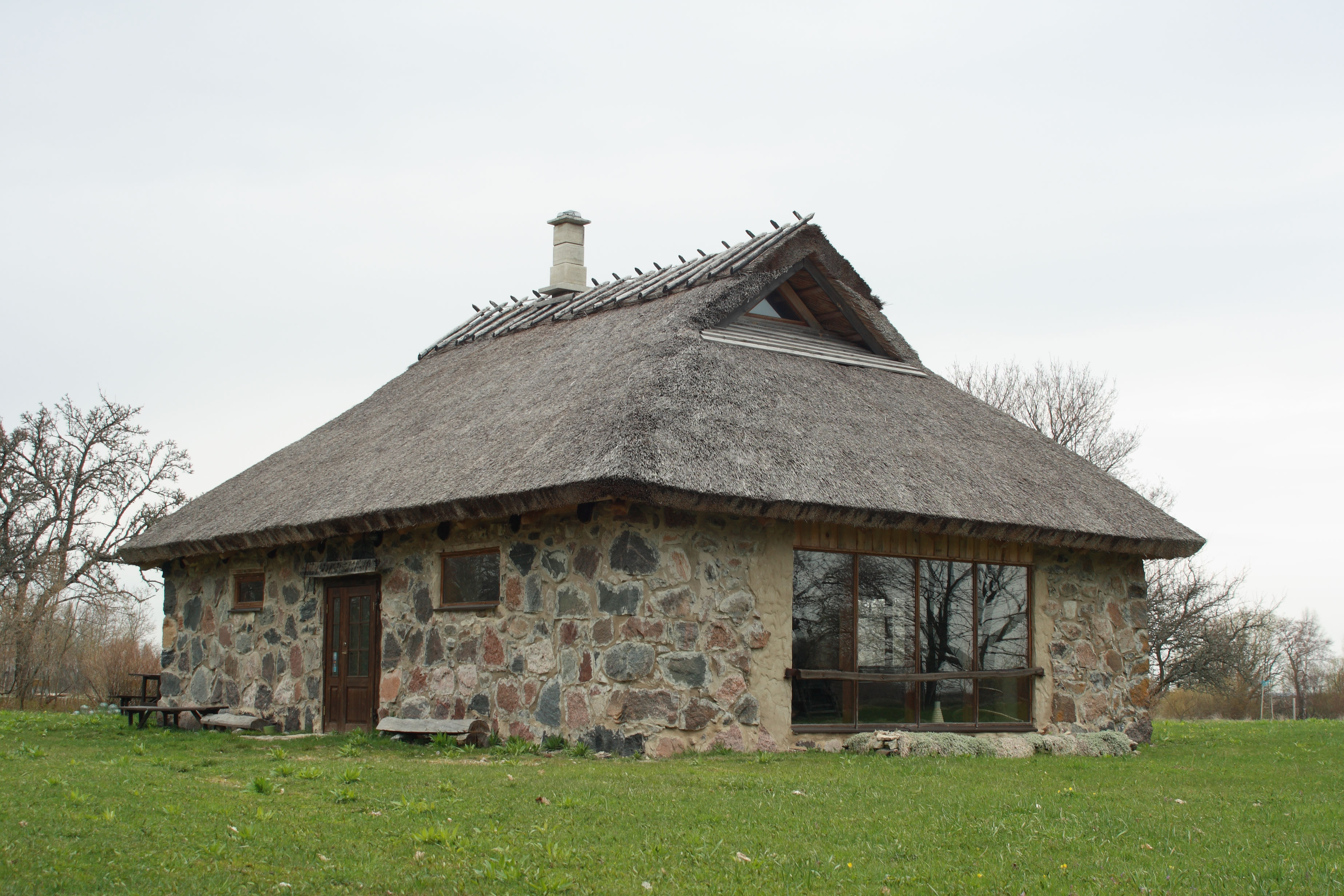
Abruka Maja
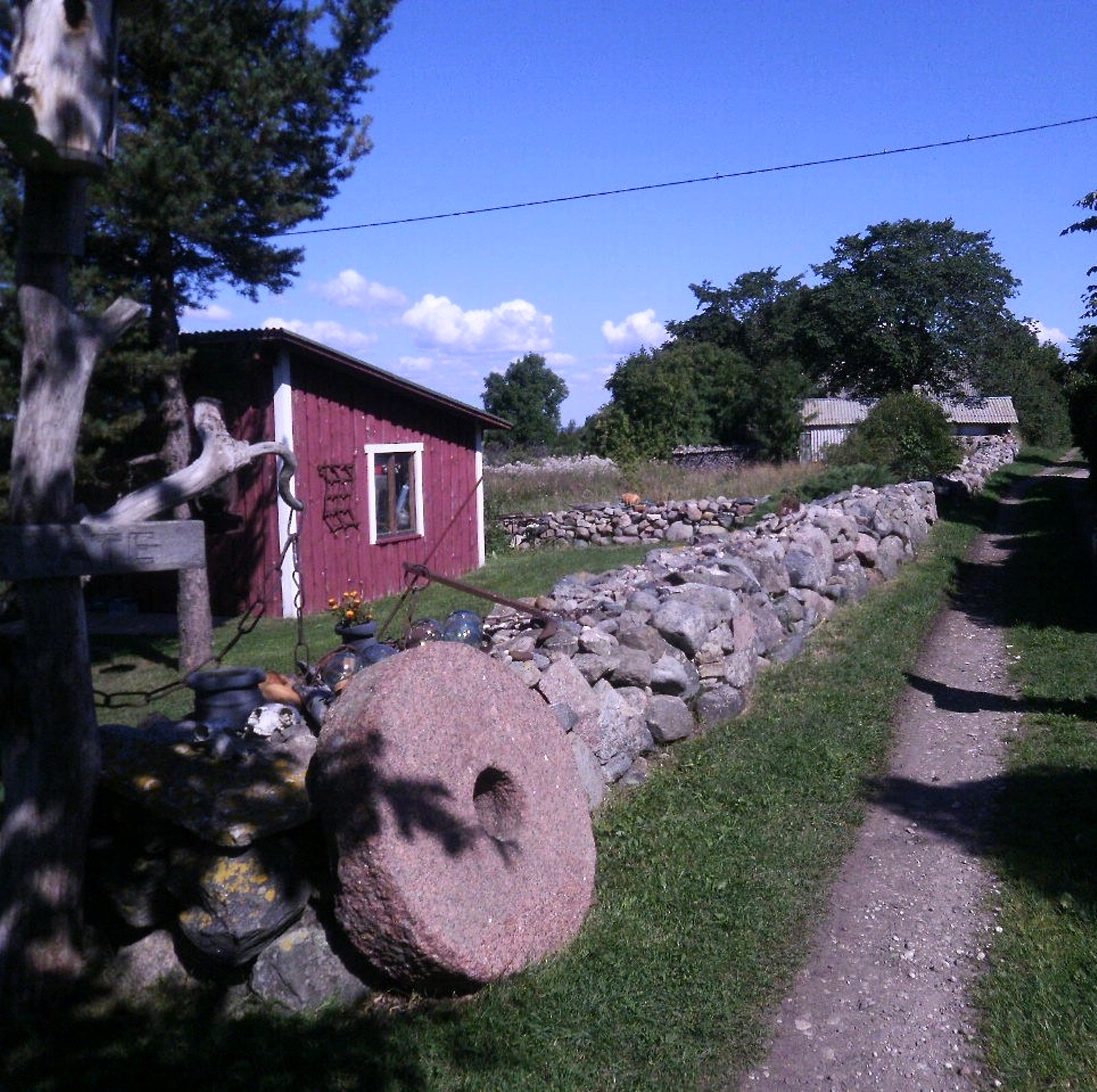
Сільська вуличка